# قائمة مساجد بيروت
تعتبر بيروت من العواصم العالمية التي تتزين ببنايات تراثية وتاريخية بالمساجد والكنائس، تحيل على قوة الثقافة وعمقها في التاريخ وانتصار قيم التعايش والتعددية في المجتمع البيروتي. وإن فَقدت مدن شمال إفريقيا هذه الخاصية عندما كانت الكثير من مدنها تجاور فيها المساجد والكنُّس اليهودية، بعد هجرة اليهود من مدن المغرب ومن أحياء الملاح بعد الحرب العالمية الثانية.
تتوزع العديد من المساجد الأثرية وسط المركز التجاري في العاصمة اللبنانية بيروت، بمبانيها ومآذنها التي تضفي رونقا وجمالية على المناطق ذات اللمحة التاريخية.
ومن أشهر المساجد القديمة ذات صبغة تاريخية معمارية أثرية، نجد المسجد العمري الكبير ومسجد أبو بكر الصديق ومسجد المجيدية ومسجد الأمير عساف ومسجد الأمير منذر، كلها بنيت في عهود تاريخية متفاوتة من حيث القدم والزمن، تقع هذه المعالم التاريخية جميعا ضمن إطار جغرافي لا يتعدى الكيلومتر المربع الواحد وسط الحي التجاري في بيروت. 

اما مسجد المهاجرين فيحتاج الى وضع معلومات من القراء و هو يقع شمال مسجد الاوزاعي و اسفل فندق كمبينسكي سامرلاند و فندق كورال بيتش. كما يقع مسجد المهاجرين مقابل مسجد الامام الصدر (او الصادق؟) و ممكن الوصول الى مسجد المهاجرين عبر المشي بالاقدام بداخل ازقة ضيقة بجانب محل مسمى "الامير للزجاج و الالمنيوم" ثم الالتفاف حول المنازل المجاورة للوصول اليه.

## القائمة
وهذه قائمة من أشهرالمساجد في بيروت بأسمائها ومواقعها وتواريخ بنائها مع ملاحظات موجزة:
| الاسم                  | صورة | المدينة                                                 | سنة الإنشاء       | ملاحظات |
| ---------------------- | ---- | ------------------------------------------------------- | ----------------- | --- |
| جامع الأمير منصور عساف |      | مدينة بيروت.                                            | عام 1597 م.       | أحد المساجد التي لنيت في الحقبة العثمانية، افتتحه الأمير منصور العسافي في سنة 1597. |
| جامع الأمير منذر       |      | مدينة بيروت.                                            | 1616-1633م.       | أقيم عام 1620 ميلادية على أنقاض بناية رومانية ما تزال بعض أعمدتها في جواره. موقعه قرب سوق البازركان في مدينة بيروت. |
| جامع المجيدية (بيروت)  |      | مدينة بيروت.                                            | القرن التاسع عشر. | هو مسجد بعود للعصر العثماني، كان في بادئ الأمر قلعة عسكرية بحرية من قلاع بيروت البحرية وبرجًا من أبراجها المطلة على البحر الأبيض المتوسط، وكان امتدادًا لسوق الطويلة، كما تم استخدام الطابق السفلي للقلعة كمخزن للتجار، بما في ذلك تجارة الأخشاب. |
| جامع محمد الأمين       |      | ساحة الشهداء، مدينة بيروت.                              | 2008م.            | يقع في ساحة الشهداء في وسط العاصمة اللبنانية بيروت. ويعتبر من أضخم مساجد لبنان وأفخمها ويتسع لنحو خمسة آلاف شخص. تأسس الجامع في بداية الأمر كزاوية صوفية في 1853.                                                                               |
| المسجد العمري الكبير   |      | مدينة بيروت.                                            | 1291م.            | سمي بالمسجد العمري لذكرى الخليفة عمر بن الخطّاب، ثم صار معروفا باسم (الجامع الكبير). بني مدخل الجامع وأضيفت مئذنة على الطراز المملوكي عام 1350 ميلادية                                                                                           |
| مسجد الخاشقجي          |      | مدخل بيروت الجنوبي، محلة قصقص بيروت قرب مستديرة شاتيلا. | 1981              | مسجد الخاشقجي هو مسجد حديث يوجد في مدخل بيروت الجنوبي، بمحلة القصقص، يتميز بطابع جمالي ورونق يضفي نوعا من الجمالية المعمارية في المنطقة. |

## بيروت كمنارة سلام وتعايش
تعتبر مدينة بيروت من رموز الحضارة الإنسانية، فكان لابد لهذه المدينة أن ترفع شعار التعايش والتسامح تحت مظلة الوطن الأم، الذي يجمع تحت سقف واحد كل أبناءه. فهي المدينة التي غنت فيها فيروز عن مآذن وأجراس الكنائس، معبرة عن ثقافة الوطنية وحب الوطن بكل أطيافه وألوانه تحت راية الأرز، متعالية كرقي وعمق أغانيها عن كل دعوات الطائفية والعنصرية. فالمسجد والكنيسة والكنيس والمعابد ترتفع ودعاواتها للسماء، أما تربة الوطن الأم فلأبناء الوطن جبالا وسواحلا ومدنا وقرى ومآثر..